# Таха, Халил
Халил Таха (араб. خليل  طه‎; англ. Khalil Taha; 13 июля 1932, Бейрут — 27 июля 2020, Венис, Флорида) — ливанский и американский борец греко-римского стиля, призёр Олимпийских игр.
Халил Таха родился в 1932 году. В 1951 году он принял участие в Средиземноморских играх в Александрии, где завоевал серебряную медаль. В 1952 году на Олимпийских играх в Хельсинки он стал бронзовым призёром. В 1953 году он принял участие в Кубке мира в Неаполе, но там был лишь 10-м.
После этого он эмигрировал в США, где стал выступать за «Ford Motor Detroit Wrestling Club», и в 1956 и 1957 годах становился чемпионом США. В 1956 году он был тренером сборной США по борьбе на Олимпийских играх в Мельбурне.